# 자우메 코스타
자우메 비센트 코스타 조르다(카탈루냐어: Jaume Vicent Costa Jordá, 1988년 3월 18일 ~ )는 스페인의 축구 선수로, 현재 RCD 마요르카에서 활약하고 있다. 포지션은 레프트 백이다.